# Kerbfeld
Kerbfeld ist ein Gemeindeteil der Gemeinde Aidhausen im unterfränkischen Landkreis Haßberge in Bayern. Der Ort hatte Ende 2013 249 Einwohner.

## Geografie
Das Kirchdorf Kerbfeld liegt an der Straße der Fachwerkromantik mit Blick auf den Hassbergetrauf. Die Gemarkung hat Anteil an den Naturräumen Grabfeldgau und Hesselbacher Waldland. 
Nachbarorte sind Aidhausen, Humprechtshausen, Happertshausen, Friesenhausen, Lendershausen, und Nassach.

## Geschichte

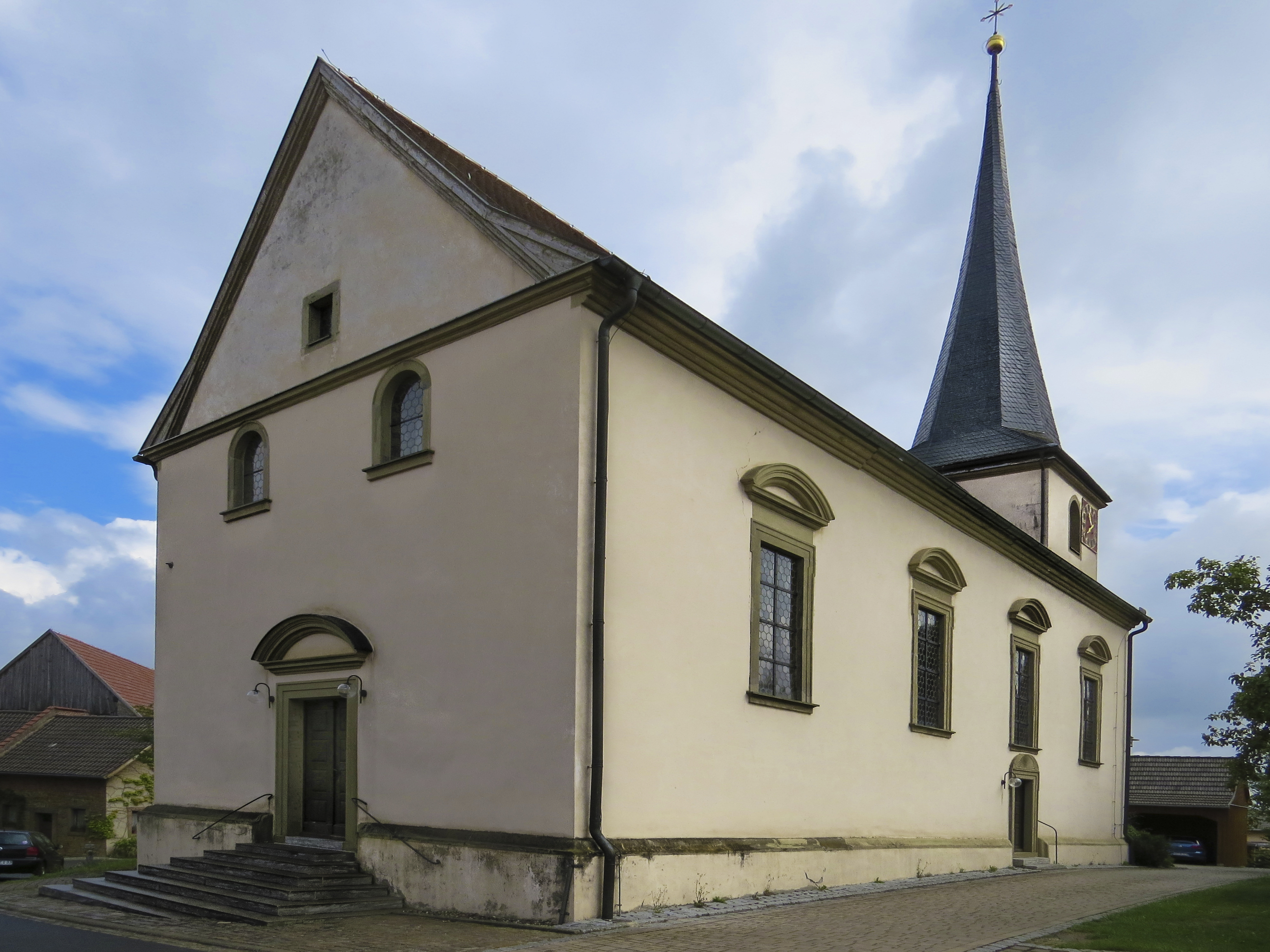
Kirche St. Ägidius

Das kleine Haufendorf mit 251 Einwohnern (Stand: 2. Juli 2012) wurde erstmals 1271 erwähnt, als es Konrad II. von Wildberg anlässlich der Heirat seiner Frau Margareta von Henneberg überschrieb. Später gehörte der Ort im Amt Lauringen bis 1803 zum Hochstift Würzburg, zu Bayern (1803–1805), zum Großherzogtum Würzburg (1805–1813) und seit 1814/15 zu Bayern. Am 1. Mai 1978 wurde Kerbfeld in die Gemeinde Aidhausen eingegliedert.
Im Ort gibt es noch mehrere Fachwerkhäuser, unter anderem das 1995 renovierte Schulhaus aus dem Jahr 1788. Sehenswert sind auch verschiedene Bildstöcke und Torsteine. Schon 1317 gab es im Ort ein Gotteshaus. Die heutige katholische Pfarrkirche St. Ägidius ist ein Barockbau aus dem Jahr 1705, der 1870 nach Westen erweitert wurde. Der einbezogene Chor mit Gratgewölbe im Ostturm entstand vermutlich 1600 bis 1613. Um 1705 wurden die Kanzel und der barocke Hochaltar mit vier Säulen eingebaut. Danach wurde das Kircheninnere mehrmals verändert und dem jeweiligen Zeitgeschmack angepasst.
Es gibt im Ort mehrere Schnapsbrenner und es wird noch Wert auf bäuerliche Tradition gelegt. So werden noch regelmäßig Versammlungen der Grundholden abgehalten. Bis in die 70er Jahre wurde im kommunalen Brauhaus gemeinsam Bier gebraut. Der noch gut erhaltene Gewölbekeller und die verbliebenen Gebäudereste wurden erst im Jahr 2022 abgetragen, um dort einen Parkplatz zu bauen. 